# Guguan
Guguan é uma ilha das Marianas Setentrionais, 200 km a norte de Saipan. A ilha tem somente 3,87 km² mas contém dois vulcões, um dos quais ativo. Uma erupção em 1883 produziu fluxos piroclásticos e escoadas de lava. A costa é bordejada por rocha basáltica em falésias com grutas profundas erodidas pela chuva. O ponto mais alto da ilha atinge 287 m. Guguan integra o município das Ilhas do Norte.
No início da década de 1980, Guguan foi decretada como reserva natural pela Commonwealth das Ilhas Marianas do Norte (CNMI). nunca foi permanentemente habitada e está livre de espécies invasoras, como cabras, porcos e gatos. Entre a vida selvagem local encontra-se o raríssimo megapode-micronésio (Megapodius laperouse), ave que só se encontra nas ilhas Marianas do Norte e no grupo da ilha de Palau..